# Godula
Godula (tiếng Đức: Godullahütte) là một quận ở phía đông bắc của Ruda ląska, Silesian Voivodeship, miền nam Ba Lan. Nó có diện tích 1,8 km² và vào năm 2006, nó đã có 12.151 người sinh sống.

## Lịch sử
Ban đầu khu vực này thuộc về Orzegów, người có tài sản hạ cánh được mua bởi Karl Godulla, sau đó người ta đã đặt tên cho khu định cư. Nhà máy luyện kẽm Godullahütte được chế tạo sau khi ông qua đời, năm 1854,5555, và hoạt động cho đến năm 1919. Liền kề với cơ sở đã phát triển một khu định cư của tầng lớp lao động sau này được gọi là Godula, 21 tòa nhà đầu tiên được xây dựng trong những năm 1858-61. Nhà thờ Beheading of Saint John the Baptist đã được xây dựng từ năm 1867. Truyền thông xe điện được mở vào những năm 1890.
Sau Thế chiến I ở Thượng Silesia plebiscite 2.178 trong số 3.516 cử tri ở Gutshof Orzegow, bao gồm Godula, đã bỏ phiếu ủng hộ việc gia nhập Ba Lan, chống lại 1.32 người chọn ở lại Đức. Sau đó, nó trở thành một phần của Silesian Voivodeship, Cộng hòa Ba Lan thứ hai. Chính thức thành phố Godula được thành lập vào năm 1924 và năm nay có khoảng 9.000 cư dân. Sau đó nó bị Đức Quốc xã thôn tính vào đầu Thế chiến II. Sau chiến tranh, nó đã được khôi phục lại Ba Lan.
Godula tạo thành một gmina (đô thị) được sáp nhập vào Ruda vào năm 1951, và là một phần của Ruda đã được hợp nhất với Nowy Bytom để thành lập Ruda ląska vào ngày 31 tháng 12 năm 1958.